# 日本労働総同盟
日本労働総同盟（にほんろうどうそうどうめい、旧字体：日本勞働總同盟）は戦前の日本に存在した労働組合の全国組織（ナショナルセンター）。略称は総同盟。

## 沿革

### 友愛会から総同盟へ
1912年に、鈴木文治らによって結成された友愛会は次第に左翼化し、1919年8月には大日本労働総同盟友愛会に改称した。また反社会主義的な態度から社会主義の立場に変化していった。
1921年には日本労働総同盟に改称された。

### 総同盟分裂
関東大震災後、内部で共産主義者と社会民主主義者との間の対立が先鋭化した。総同盟は日本共産党の党員を除名し、1925年（大正14年）に総同盟は二つに分裂、共産党系は日本労働組合評議会を結成し、総同盟の勢力は半減した（総同盟の第1次分裂）。
1926年（大正15年）には第2次分裂により日本労働組合同盟、1929年（昭和4年）には第3次分裂により労働組合全国同盟がそれぞれ結成された。この結果、総同盟は社会民主主義勢力の右派と位置づけられる立場となり、「現実主義」「反共主義」「労使協調主義」を掲げて運動を続けた。1932年には全国労働組合会議・日本海員組合など11団体28万人からなる日本労働組合会議の結成により当時の労働運動の最大勢力となった。
1930年（昭和5年）、長らく総同盟会長を務めた鈴木は職を退く（衆議院議長となる）。
1932年（昭和7年）4月、日本労働総同盟逓友同志会が労働総同盟を脱退。

### 戦争協力と解散
1935年に中間派の全国労働組合同盟（全総）と統合したが、1937年の日中戦争では「聖戦に協力するためにストライキを絶滅させる」と宣言し、日本の軍国主義に協力した。戦争が進むにしたがって左翼労働組合は次々に弾圧されて崩壊していく中で、幹部は戦争政策に協力した。
1939年7月、産業報国会との統合に積極的だった中間派の全国労働組合同盟（全労）が分裂。全労は先に産業報国会に参加。
1940年7月21日、日本労働総同盟は自主解散し、産業報国会に合流した。